# Honkasaari (ö i Finland, Södra Savolax, S:t Michel, lat 61,99, long 26,66)
Honkasaari är en ö i Finland. Den ligger i sjön Puula och i kommunen Kangasniemi i den ekonomiska regionen  S:t Michel och landskapet Södra Savolax, i den södra delen av landet, 220 km norr om huvudstaden Helsingfors. Öns area är 2,8 hektar och dess största längd är 320 meter i sydöst-nordvästlig riktning.